# Frontière entre l'Inde et la Thaïlande
La frontière entre l'Inde et la Thaïlande est entièrement maritime et se situe dans la mer d'Andaman en Océan Indien. L'enjeu se situe autour des Îles Andaman et Nicobar
Après avoir défini par traité le tri-point en juin 1978 avec l'Indonésie au point 7° 47′ 00″ N, 95° 31′ 48″ E, un traité bipartite fut formalisé avec un segment de démarcation en 7 points:
- Point 1 07° 48' 00" N., 95° 32' 48" E. (tripoint avec l'Indonésie)
- Point 2 07° 57' 30" N., 95° 41' 48" E.
- Point 3 08° 09' 54" N., 95° 39' 16" E.
- Point 4 08° 13' 47" N., 95° 39' 11" E.
- Point 5 08° 45' 11" N., 95° 37' 42" E.
- Point 6 08° 48' 04" N., 95° 37' 40" E.
- Point 7 09° 17' 18" N., 95° 36' 31" E.

Le point 7 ne constitue pas le tripoint avec la Birmanie. La définition de la frontière entre la Birmanie et l'Inde defini lui un point situé un peu plus au Nord aux coordonnées 7° 47′ 00″ N, 95° 31′ 48″ E